# Auður Ava Ólafsdóttir

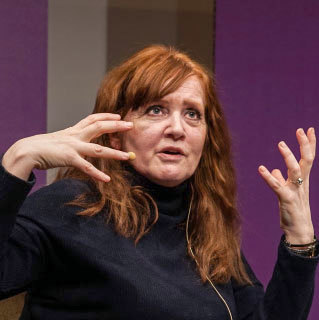
Auður no Festival LiteratureXchange em Aarhus (2019)

Auður Ava Ólafsdóttir (Reykjavík, 1958) é uma professora islandesa de história da arte, romancista, dramaturga e poeta. Ela recebeu o Prêmio de Literatura do Conselho Nórdico por Hotel Silence em 2018 e o Médicis Foreign Award por Miss Islândia em 2019.

## Infância e educação
Auður Ava Ólafsdóttir nasceu em 1958, em Reykjavík. Ela estudou história da arte na Sorbonne, Paris, França.

## Carreira
Auður trabalha como professora assistente de história da arte na Universidade da Islândia. Por um tempo, ela foi diretora do Museu de Arte da universidade.
Seu primeiro romance Upphækkuð jörð ( Raised Earth ) foi publicado em 1998. Ele preparou o cenário para seus trabalhos futuros em sua fina dissecação das coisas menores da vida.
Em 2009, ela publicou Afleggjarinn ( The Greenhouse ) que recebeu críticas mistas. O romance foi descrito como meticuloso e bem elaborado, mas sem tensão tanto em sua linguagem quanto em fricção em sua emoção. Também foi descrito como uma observação docemente cômica e irônica de sexo, masculinidade, morte e paternidade.

## Livros

### romances
- Upphækkuð jörð ( Terra levantada ), 1998
- Rigning í novembro, 2004, em inglês como Butterflies in November, em alemão como Ein Schmetterling in November[9]
- Afleggjarinn, 2007, em inglês como The Greenhouse, também traduzido para francês, espanhol, holandês e italiano[10][11]
- Undantekningin ( A exceção ), 2012
- Ör ( Scar ), 2016, em inglês como Hotel Silence, também traduzido para o português, sueco (Ärr) e estoniano como Arm.
- Ungfrú Ísland, 2018, em inglês como Miss Iceland, também traduzido para o francês
- Dýralíf, 2020, em inglês como Animal Life.

### Poesia
- Sálmurinn um glimmer ( The Psalm of Glimmer ), 2010

### Teatro
- Cisnes acasalam para toda a vida (Teatro Nacional da Islândia, 2014) [12]